# Доценко, Иосиф Максимович
Ио́сиф Макси́мович Доце́нко (1865, сл. Котельва — после 1917) — депутат IV Государственной думы от Харьковской губернии, крестьянин.

## Биография
Крестьянин слободы Котельвы Котелевской волости Ахтырского уезда.
Окончил двухклассное народное училище. Занимался земледелием (70 десятин), владел двумя домами с усадьбами.  Избирался гласным Ахтырского уездного земского собрания (с 1907) и членом Ахтырской уездной земской управы (с 1909).
Старшина (1904 – 1906) и председатель суда (1904–1905, его отец Максим Федорович в 1894 – 1896) Котелевской волости. Представитель от общины (Гласный) до Ахтырского уездного земского собрания (1907 – 1909). Член Ахтырской уездной Земской управы (1909 –1912).
В 1912 году был избран в члены Государственной думы от Харьковской губернии съездом уполномоченных от волостей. Входил во фракцию правых. Состоял членом комиссий: финансовой, по местному самоуправлению, по исполнению государственной росписи доходов и расходов, и по рабочему вопросу.
Во время Первой мировой войны приобщался к пожертвованиям на нужды раненых, строительству земского училища 1911 года постройки у сл. Котельвы (Котелевская ЗОШ №5).
В дни Февральской революции лежал в хирургическом лазарете при народном доме в Ахтырке.
Судьба после 1917 года неизвестна.
Проживал в Котельве, Ахтырке, Петербурге. Был женат, имел троих детей.